# ティージェムカビ
ティージェムカビ Tieghemiomyces はいわゆる接合菌類、ディマルガリス科に属するカビの1つ。胞子形成部は胞子形成柄の基部に生じ、そこから上には不実の棘状の菌糸が伸びる。

## 特徴
広くケカビ類に寄生する菌寄生菌であるが、通常の培地で純粋培養が可能な条件的寄生菌である。
タイプ種である T. californicus に即して説明する。YpSs培地上に育てたコケロミケス Cokeromyces recurvatus に寄生させて育てた場合、当初はコロニーの色は白く、次第にピンクっぽい色になる。栄養菌糸は無色で規則的に隔壁があり、分枝があり、直径2-4.5μm。宿主菌糸に挿入される吸器は当初は単純で、時に多少とも先端が膨らむ。そこから次第に発達してひだが多くなり、小さな枝を多数出して太さ1.5-3μm、長さ10-20μmに達する
無性生殖は分節胞子嚢による。胞子形成柄は直立し、当初は単独の菌糸であるが、すぐに基部の方の3-4個の隔壁の直下から1つか2つの胞子を形成する分枝を生じる。この部分は隔壁があり、すぐに不規則だがやや車軸状に分枝を出し、その上にさらに1-3個、希に4個の小枝を出し、その上に分節胞子嚢が並ぶ。胞子形成部から上の部分は隔壁を有する単一の菌糸のままに長く伸び、胞子形成柄そのものは高さ3mmに達する。胞子形成部から下の柄は長さ325-625μmで太さ7-10μm。
分節胞子嚢は2胞子を含み、先端側の胞子は基部側の胞子から出芽するような形で形成される。胞子は球形からやや卵形で3-3.5×3.5-4μm、成熟しても乾燥状態である。つまり粘液に包まれたりしない。
有性生殖は接合胞子嚢形成により、短い菌糸の分枝の間の接合で形成される。この菌糸は栄養菌糸とほとんど違いがない。接合胞子嚢は球形で着色がなく、直径は35-57、平均45μm。接合胞子嚢の壁は厚く、全体に円形のくぼみが並んでいる。また成熟すると、普通は丸くて光を反射する小球が内部の中心より外れたところに1つだけ形成される。

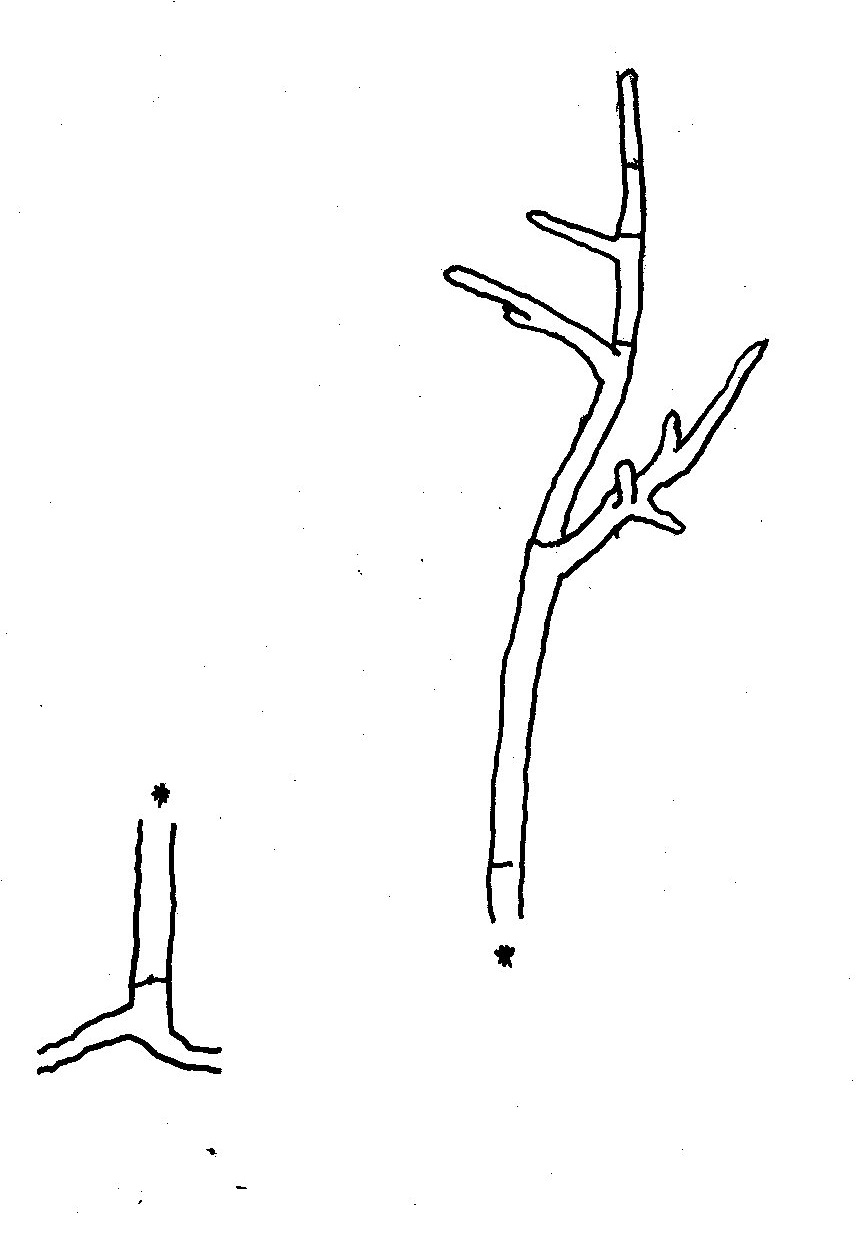
胞子嚢柄の成長初期 以下もT. californicus
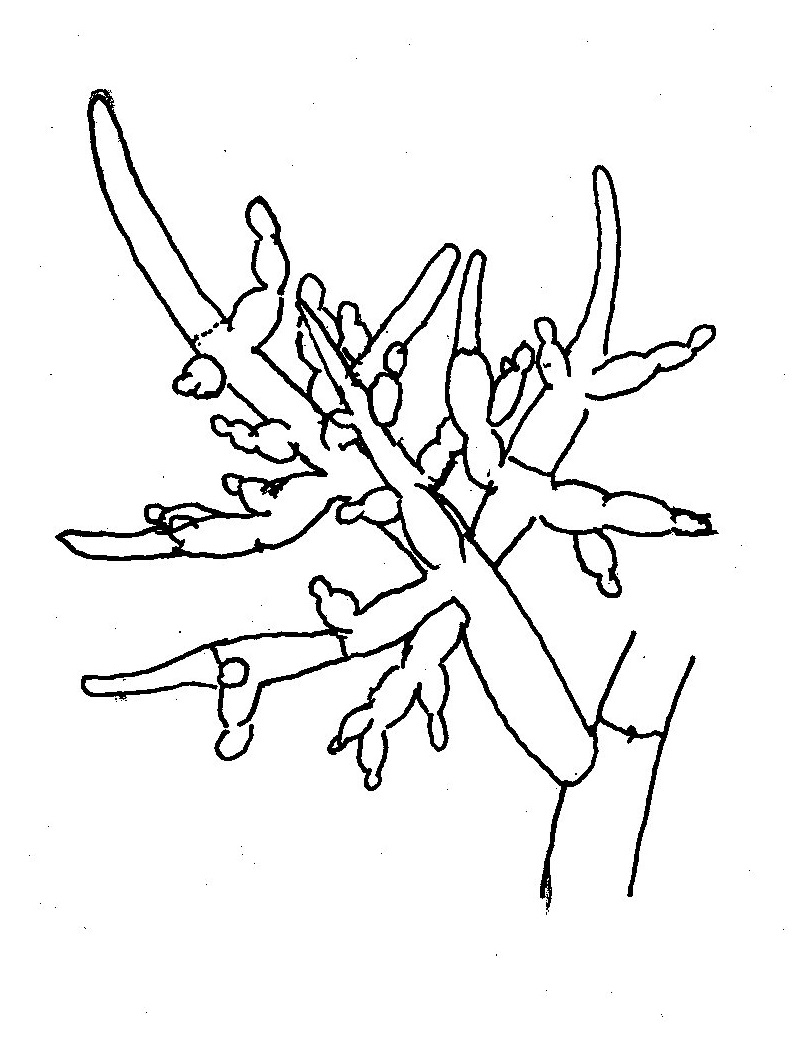
胞子形成枝:まだ分節胞子嚢は形成されていない
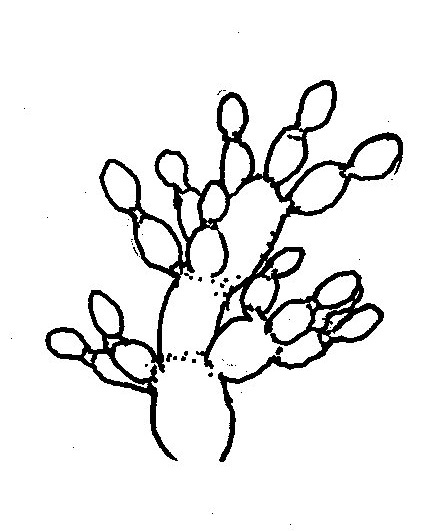
胞子形成枝の小枝の一部 2胞子の分節胞子が多数出ている
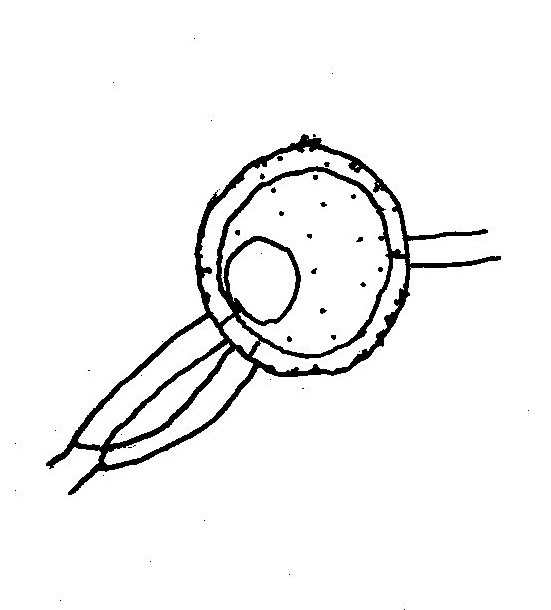
接合胞子嚢
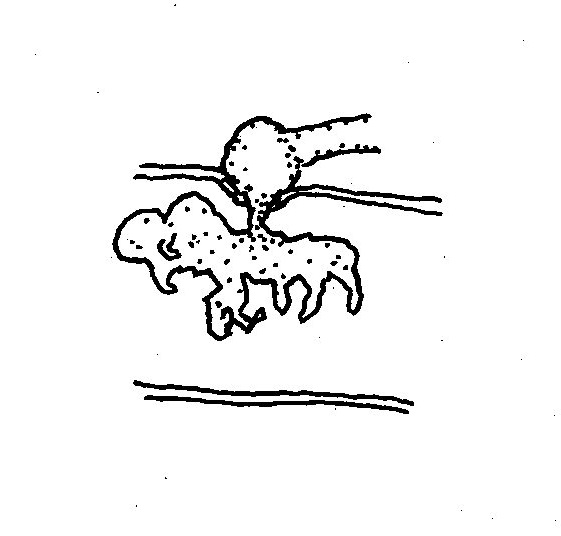
宿主菌糸に進入した本種の吸器

### 胞子散布に関して
無性生殖器官である胞子形成柄は成熟すると胞子形成部の直下で切り落とされる。これは隔壁とは無関係な細胞外面を一巻きする線で裂けて行われる。このために胞子形成柄が基部から外れ、コロニーの上にこれらが絡まり合った綿クズの塊のようなものが形成され、これはこの科の他の属では見られないものである。
Ingold & Zoberi(1963)は様々なケカビ類の胞子散布を調べる中、本属の2種についても調べている。そこで本属の胞子柄の上に長く伸びた菌糸の部分が細い針や、あるいは髪の毛などで触れるとそこにくっついてくることを発見した。この菌がネズミの糞に見られるものであることから、彼はこの菌のこのような仕組みは、おそらく自然界ではネズミのひげに張り付き、それをネズミが掃除するときにそれが口に入り、糞に出て生息場所を確保することになるのではないかと推測している。

## 培養
本種はケカビ目菌類に寄生するが、単独でも培養が可能で、たとえばYAMA培地（酵母エキスと麦芽エキスを含んだ培地）でもよく成長し、通常とほぼ同じに無性生殖も有性生殖も行う。

## 分布と生育環境
現在知られる2種共に北アメリカでネズミの糞などから発見されている。

## 分類
本菌はその栄養菌糸や無性生殖の構造増の基本的な特徴、および雄性生殖の様子などディマルガリス Dimargalis などと共通点が多く、他方でその無性生殖器官の分枝の特徴においてそれらとは明確に区別できるため、原著者は新種記載の際にこの種をディマルガリス科の新属新種と認めた。1961年には本属第2の種として T. parasiticus が記載された。この種は模式種に似ているが、胞子形成柄の側枝の上に出る胞子形成部が片側だけに出ることで区別される。